# Elecciones estatales de Schleswig-Holstein de 2012
Una elección estatal se realizó en Schleswig-Holstein el 6 de mayo de 2012.
Los resultados electorales pronosticaron una carrera muy reñida, con un 30,6% para la CDU, el 8,3% para el FDP, el 29,9% para el SPD, el 14% para los Verdes, el 8% para los Piratas, y el 4,6% para la minoría danesa del SSW. El Partido de la Izquierda no logró los votos suficientes para pasar el umbral mínimo para obtener representación.
Después de las elecciones, el SPD realizó negociaciones de coalición con los Verdes y el SSW. La coalición propuesta fue apodada como semáforo danés o coalición Namibia debido a la participación de la SSW. Después de que los partidos llegaron a un acuerdo, el líder del SPD Torsten Albig fue elegido por el Landtag como nuevo Ministro-Presidente con 37 votos el 12 de junio de 2012.

## Encuestas
Se llevaron a cabo las siguientes encuestas de opinión durante la campaña:
| Encuestador             | Fecha      |     |     |    |       |      |      | Piraten | Otros |
| ----------------------- | ---------- | --- | --- | -- | ----- | ---- | ---- | ------- | ----- |
| GMS                     | 2012-05-02 | 32% | 33% | 6% | 12%   | 2%   | 4%   | 8%      | 3%    |
| Forschungsgruppe Wahlen | 2012-04-27 | 31% | 31% | 7% | 12,5% | 2,5% | 4%   | 9%      | 3%    |
| Infratest dimap         | 2012-04-26 | 30% | 32% | 6% | 13%   | 2,5% | 4,5% | 9%      | 3%    |
| Infratest dimap         | 2012-04-19 | 31% | 32% | 5% | 13%   | 2%   | 4%   | 10%     | 3%    |
| Infratest dimap         | 2012-04-19 | 31% | 32% | 5% | 13%   | 2%   | 4%   | 10%     | 3%    |
| Infratest dimap         | 2012-04-12 | 32% | 32% | 4% | 12%   | 3%   | 4%   | 11%     | 2%    |
| Infratest dimap         | 2012-03-29 | 34% | 32% | 4% | 15%   | 4%   | 4%   | 5%      | 2%    |
| dimap                   | 2012-03-16 | 34% | 33% | 4% | 15%   | 3%   | 4%   | 5%      | 2%    |
| Forsa                   | 2012-03-05 | 35% | 35% | 2% | 13%   | 3%   | 4%   | 5%      | 3%    |
| Infratest dimap         | 2012-02-17 | 33% | 33% | 3% | 16%   | 3%   | 3%   | 5%      | 4%    |
| Emnid                   | 2012-01-20 | 34% | 32% | 4% | 15%   | 3%   | 3%   | 7%      | 2%    |
| Forsa                   | 2011-11-18 | 33% | 32% | 3% | 17%   | 3%   | 3%   | 6%      | 3%    |
| Infratest dimap         | 2011-09-28 | 30% | 34% | 3% | 21%   | 2%   | 3%   | 4%      | 3%    |
| Forsa                   | 2011-08-17 | 30% | 32% | 4% | 19%   | 4%   | 4%   | –       | 7%    |
| Infratest dimap         | 2011-05-17 | 33% | 31% | 4% | 22%   | 2%   | 4%   | 1 %     | 3%    |

### Preferencia de ministro-presidente
Los encuestadores también preguntaron a quién votarían los encuestados para próximo Ministro-Presidente:
| Encuestador             | Fecha      | Jost de Jager (CDU) | Torsten Albig (SPD) |
| ----------------------- | ---------- | ------------------- | ------------------- |
|                         |            |                     |                     |
| Forschungsgruppe Wahlen | 2012-04-27 | 29%                 | 44%                 |
| Infratest dimap         | 2012-04-26 | 27%                 | 49%                 |
| Infratest dimap         | 2012-04-19 | 32%                 | 56%                 |
| Infratest dimap         | 2012-04-12 | 31%                 | 53%                 |
| Infratest dimap         | 2012-03-29 | 33%                 | 49%                 |
| Infratest dimap         | 2012-02-17 | 29%                 | 45%                 |
| Infratest dimap         | 2011-09-28 | 27%                 | 45%                 |
| Forsa                   | 2011-08-17 | 30%                 | 34%                 |

## Resultados
| Partido | Partido      | Votos     | Porcentaje | Diferencia con 2009 | Mandatos directos | Escaños |
| ------- | ------------ | --------- | ---------- | ------------------- | ----------------- | ------- |
|         | CDU          | 408.637   | 30,8       | -0,7                | 22                | 22      |
|         | SPD          | 404.048   | 30,4       | +5,0                | 13                | 22      |
|         | GRÜNE        | 174.953   | 13,2       | +0,8                | 0                 | 10      |
|         | FDP          | 108.953   | 8,2        | -6,7                | 0                 | 6       |
|         | PIRATEN      | 108.902   | 8,2        | +6,4                | 0                 | 6       |
|         | SSW          | 61.025    | 4,6        | +0,3                | 0                 | 3       |
|         | LINKE        | 29.900    | 2,2        | -3,8                | 0                 | 0       |
|         | Familie      | 12.758    | 1,0        | +0,2                | 0                 | 0       |
|         | NPD          | 9.832     | 0,7        | -0,2                | 0                 | 0       |
|         | Freie Wähler | 7.823     | 0,6        | -0,4                | 0                 | 0       |
|         | MUD          | 1.621     | 0,1        | +0,1                | 0                 | 0       |
| Totales | Totales      | 1.347.911 | 60,1       | -13,5               | 35                | 69      |